# Vieux pont de Brives
Le vieux pont de Brives est un ensemble de vestiges d'un ancien pont situé à Brives-Charensac dans la Haute-Loire.

## Histoire
Situé à 50 mètres du pont actuel de Monseigneur de Galard, l'équipement soigné et les éperons restants peuvent faire remonter le pont au XIVe siècle. Depuis la construction du nouveau pont au XVIIIe siècle, la moitié de celui-ci a été détruite. Deux piles et deux maisons de péage marquant l'entrée de la rive droite sont conservées.

## Protection
Les ruines du vieux pont de Brives et les deux maisons à péage sont inscrites au titre des monuments historiques par arrêté du 16 septembre 1949.